# خوسيه غريغوريو سالازار
خوسيه غريغوريو سالازار (بالإسبانية: Gregorio Salazar y Castro)‏ (و. 1773 – 1838 م) هو سياسي سلفادوري، ولد في سان سلفادور، توفي في غواتيمالا العاصمة، عن عمر يناهز 65 عاماً.